# Geriojennsa cunegunda
Geriojennsa cunegunda là một loài bướm đêm thuộc phân họ Arctiinae, họ Erebidae.